# Жага пристрасті
«Жага пристрасті» («Жажда страсти») — радянський художній фільм 1991 року, знятий режисером Андрієм Харитоновим на студії «Арт-Паритет».

## Сюжет
Фільм поставлений за циклами оповідань Валерія Брюсова, об'єднаних назвою «Земна вісь»: «У дзеркалі», «Мармурова головка», «Тепер, коли я прокинувся» та інших. Героїня не має імені. Вона — сама пристрасть, матеріалізована у своїй хворій уяві. Піддавшись волі своєї пацієнтки, лікар спочатку закохується в неї, а потім стає її вбивцею.

## У ролях
- Анастасія Вертинська — Вона
- Віктор Раков — лікар
- Ігор Костолевський — інспектор
- Лембіт Ульфсак — чоловік
- Володимир Шевельков — помічник інспектора
- Марина Яковлєва — перша покоївка
- Ірина Малишева — друга покоївка
- Ірина Отієва — співачка
- Євген Бахар — людина в чорному
- Михайло Долгополов — людина в чорному
- Л. Бондаренко — епізод
- А. Гаранін — епізод
- Володимир Єфімов — епізод
- С. Івановська — епізод
- Є. Кірган — епізод
- Ж. Корольова — епізод
- О. Курпас — епізод
- Ілля Олейников — епізод
- Р. Штик — епізод
- Л. Петрушкевич — епізод
- І. Петрушкевич — епізод
- Г. Зеленко — епізод
- Олексій Нілов — епізод

## Знімальна група
- Режисер — Андрій Харитонов
- Сценаристи — Сергій Новожилов, Андрій Харитонов
- Оператор — Олександр Рудь
- Композитор — Ігор Крутий
- Художник — Володимир Єфімов
- Продюсер — Сергій Мосін